# Roeslerstammia fuscocuprella
Roeslerstammia fuscocuprella är en fjärilsart som beskrevs av Adrian Hardy Haworth 1828. Roeslerstammia fuscocuprella ingår i släktet Roeslerstammia och familjen bronsmalar. Inga underarter finns listade.